# Hassi Messaoud
Hassi Messasoud (Arabisch:حاسي مسعود) is een stad in de Algerijnse Sahara. De stad heeft sinds de ontdekking van aardoliebronnen in 1956 een enorme groei doorgemaakt. Daarvoor was het een klein dorpje met enkel een waterput uit 1917 die er nog steeds bij het vliegveld ligt.

## Oliestad
In 1956 werd een groot olieveld bij de plaats ontdekt. Het was een gigant, met een oppervlakte van circa 2.500 km2. In 1959 werd de eerste pijpleiding van het olieveld naar Béjaïade aan de kust in gebruik genomen, een afstand van 660 kilometer. Hassi Messaoud is nog steeds een belangrijk centrum van de olieproductie. In 2009 was de productie 350.000 vaten olie per dag, wat overeenkomt met 26% van de totale olieproductie van het land.
De stad bestaat voor een deel uit betonnen sociale woningbouw voor de Algerijnse bevolking, een groot ander deel is een enorme industriële zone gewijd aan de olieproductie. In deze zone vindt men meerdere bases van Algerijnse en buitenlandse oliemaatschappijen. De meeste expats komen op een basis terecht, die meestal wel van westerse gemakken voorzien zijn, maar wel zijn afgesneden van de omgeving. Gezien de moeilijke veiligheidssituatie is het de meeste Westerlingen alleen toegestaan met - al dan niet militair - escort de basis te verlaten. Het grootste veiligheidsprobleem in de omgeving is banditisme.
Hassi Messaoud heeft ook wat infamie opgebouwd als gevolg van de zéér onevenwichtige man-vrouwverhouding in de plaatselijke demografie: in 2001 vond er een massale "vrouwen-pogrom" plaats waarbij een deel van de mannelijke bevolking hun lusten botvierden op de enkele aanwezige vrouwen. Inmiddels zijn op de bases de man-vrouwverhoudingen wat rechtgetrokken (alhoewel ook daar qua huisvesting er een strikt gescheiden huisvesting op na wordt gehouden), maar in het Algerijnse deel van de stad is er nog immer een grote discrepantie.

## Transport

### Luchtverkeer
Luchthaven Oued Irara ligt ongeveer 9,3 km buiten de stad en verbindt de stad met de rest van de wereld. Er zijn enkele directe vluchten per week met Gatwick en Parijs, en dagelijkse vluchten op Algiers. De luchthaven wordt ook gebruikt voor verbindingen met de omliggende olievelden.

### Wegenverbinding
Er zijn een paar routes national die Hassi Messaoud met het naastgelegen Ouargla verbinden, maar ook de weg naar Tamanrasset komt hierlangs. Er is ook een wegverbinding die naar de Libische grens leidt.